# Benthopecten semisquamatus
Benthopecten semisquamatus är en sjöstjärneart som först beskrevs av Percy Sladen 1889.  Benthopecten semisquamatus ingår i släktet Benthopecten och familjen nålsjöstjärnor. Inga underarter finns listade i Catalogue of Life.